# Sufentanil

Strukturformel för sufentanil.

Sufentanil, summaformel C22H30N2O2S, är ett smärtstillande preparat som tillhör gruppen opioider. Sufentanil blev syntetiserat vid Janssen Pharmaceutica 1974.
Preparatet är ungefär 5 till 10 gånger mer potent än fentanyl och används främst på sjukhus vid svåra smärttillstånd där läkare kan övervaka patienten då preparatet kan orsaka andningsdepression vid för höga doser. Sufentanilplåster är för närvarande under forskning för att kunna användas vid kronisk smärta. Detta har fördelen över fentanylplåster att man bara behöver applicera plåstret en gång per vecka.
Substansen är narkotikaklassad och ingår i förteckningen N I i 1961 års allmänna narkotikakonvention, samt i förteckning II i Sverige.